# Fuerte de Allahabad
El fuerte de Allahabad es un fuerte construido por el emperador mogol Akbar en Allahabad, Uttar Pradesh, India en 1583. Una inscripción de piedra dentro del fuerte describe 1583 como año de fundación. El fuerte se encuentra a orillas del Yamuna, cerca de su confluencia con el río Ganges. Es reconocido por el Servicio Arqueológico de la India como un monumento de importancia nacional.

## Historia

### Construcción por Akbar
El fuerte de Allahabad fue construido por el emperador mogol Akbar en 1583. Abu'l-Fazl, en su Akbarnama escribe:

Durante mucho tiempo, el deseo [de Akbar] fue fundar una gran ciudad en la ciudad de Piyag, donde se unen los ríos Ganges y Yamuna, y que es considerada por la gente de la India con mucha reverencia, y que es un lugar de peregrinación de los ascetas de ese país, y construir allí un fuerte elegido.
Abu'l Fazl- Akbarnama

Akbar nombró al fuerte Illahabas ("bendecido por Alá"), que más tarde se convirtió en "Allahabad". Según Catherine Asher, la construcción del fuerte fue una respuesta a varios levantamientos que habían tenido lugar en el este de la India. Además de la ubicación estratégica de Allahabad, también se cree que Akbar estuvo motivado por la capacidad de recaudar impuestos de la gran cantidad de peregrinos que visitaban Triveni Sangam. Sin embargo, esto parece poco probable, considerando el hecho de que Akbar abolió los impuestos a los peregrinos existentes en 1563.

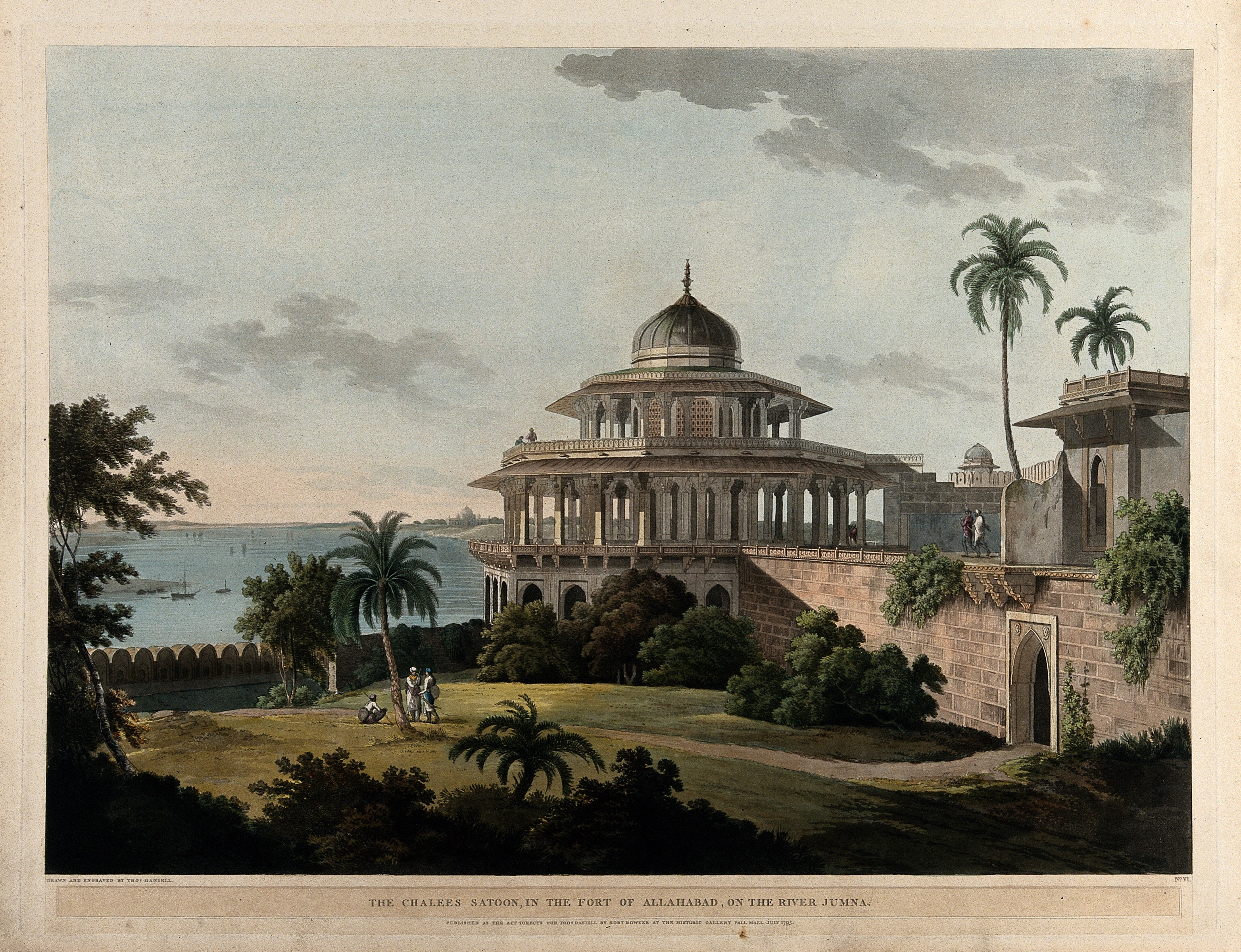
Chalees Satoon, en el Fuerte de Allahabad, en el río Jumna (1796) - pintado por Thomas Daniell

El fuerte de Akbar fue construido de tal manera que encerraba el famoso árbol Akshayavat, donde la gente se suicidaba para alcanzar la salvación. Se desconoce el motivo de esto, aunque algunas fuentes afirman que se hizo para evitar que la gente se suicidara. Según una leyenda local, Akbar era un asceta hindú llamado Mukunda Brahmachari en su nacimiento anterior. Una vez, por error, consumió pelo de vaca mientras bebía leche. Horrorizado por este pecado (la vaca es un animal sagrado), se suicidó. Nació como mlecha (no hindú) como resultado de este pecado, y se vio obligado a construir un fuerte en el sagrado Sangam.

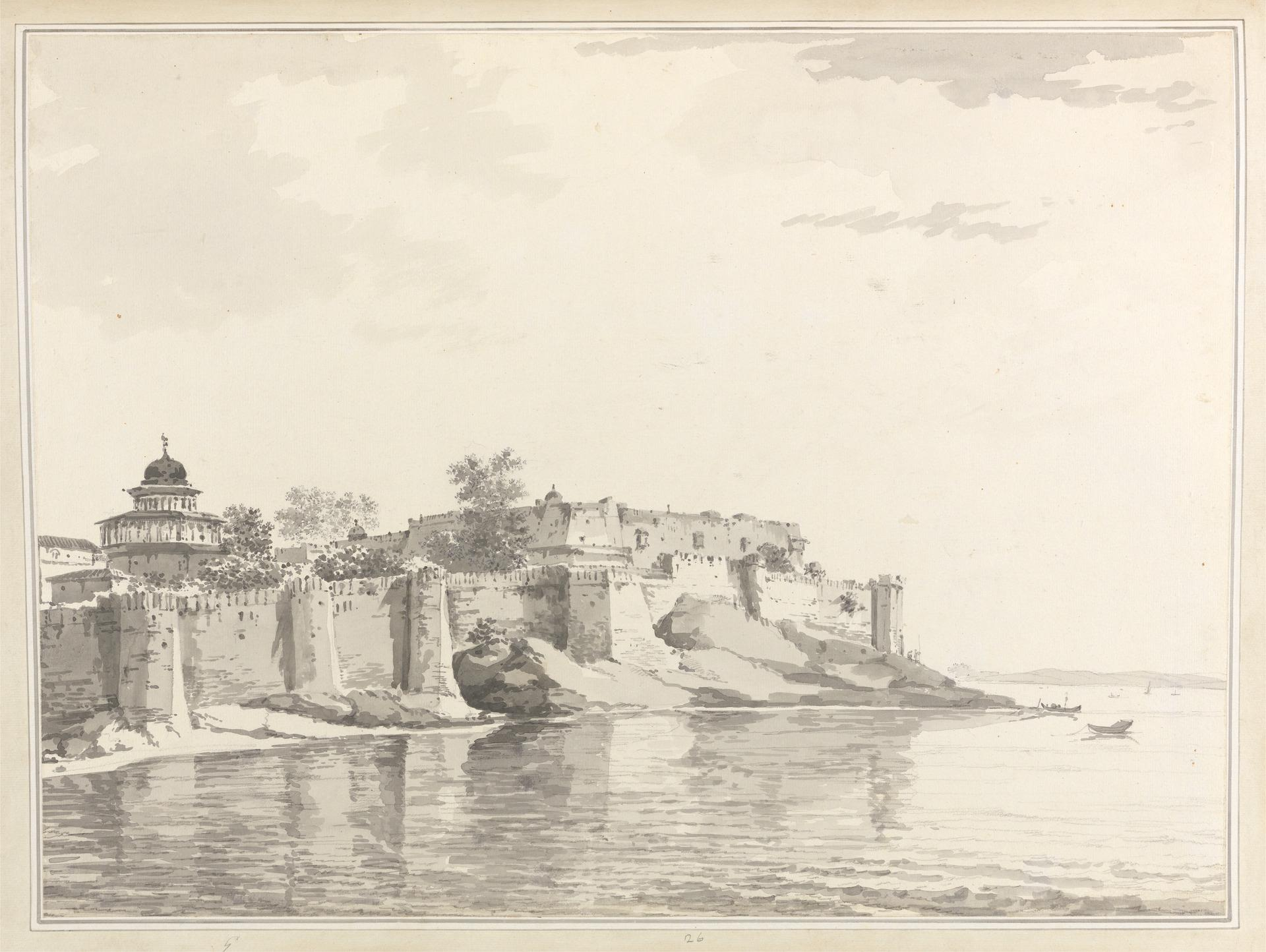
Una vista del fuerte de Allahabad, 1783, William Hodges, Yale Center for British Art

Los brahmanes locales de Prayagwal afirman que Akbar fracasó repetidamente en la construcción del fuerte, porque sus cimientos se hundirían en la arena cada vez. Se le dijo al emperador que se requería un sacrificio humano para proceder. Un brahmán local se sacrificó voluntariamente y, a cambio, Akbar otorgó a sus descendientes, los Prayagwals, los derechos exclusivos de atender a los peregrinos en el Sangam.
El fuerte de Allahabad es el fuerte más grande construido por Akbar. Este fuerte tiene tres galerías flanqueadas por altas torres. Según el historiador William Finch, se necesitaron entre 5000 y 20 000 trabajadores de diferentes denominaciones durante un período de cuarenta años para construir el fuerte.

### Rebelión de Salim
En 1600, el príncipe mogol Salim (futuro emperador Jahangir) se rebeló contra su padre Akbar y estableció su propia corte en el fuerte de Allahabad. Dominó muy poco territorio y se reconcilió con su padre poco después.

### Compañía Británica de las Indias Orientales

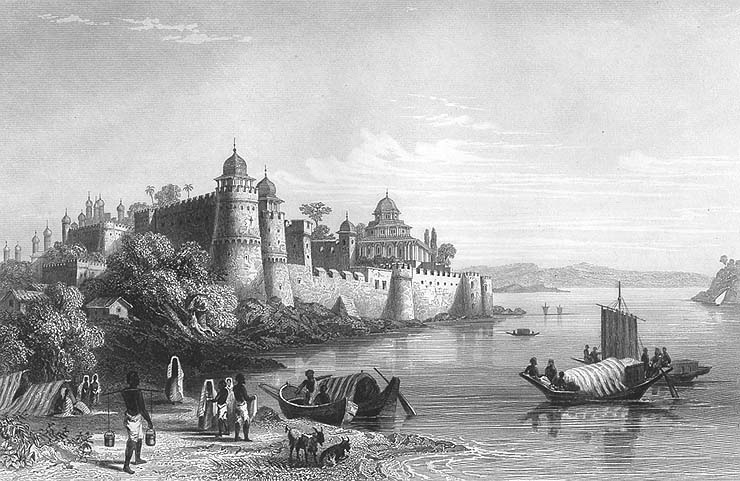
Fuerte de Akbar, Allahabad, década de 1850

El fuerte fue guarnecido por primera vez por las tropas de la Compañía Británica de las Indias Orientales en 1765 como parte del tratado de Allahabad, firmado después de la Batalla de Buxar por el comandante en jefe de la India británica Robert Clive, el emperador mogol Alam II y el gobernante de Awadh, Nawab Shuja-ud-Daula. Según este tratado, la guarnición británica en el fuerte debía defender y proteger a Shah Alam, sin embargo, Shah Alam, al encontrar este arreglo restrictivo, se escapó a Delhi en 1772, donde intentó ceder Allahabad al Imperio Maratha. Los británicos intervinieron y se las arreglaron para anular el reclamo de Alam sobre el fuerte, proclamando a Shuja-ud-Daula como su único propietario. Shuja-ud-Daula murió y Asaf-ud-Daula lo sucedió como Nawab de Awad en 1775; a pesar de los persistentes intentos de la Compañía de adquirir formalmente el fuerte, permaneció en manos de Nawab. Asaf-ud-Daula murió en 1787, dejando grandes deudas a la Compañía y un heredero de parentesco en disputa, que fue depuesto de inmediato por Saadat Ali Khan I. Finalmente, en febrero de 1798, Saadat Ali, con problemas financieros, cedió el fuerte a la Compañía. Tres años más tarde, en 1801, Saadat Ali finalmente cedió el distrito de Allahabad a los británicos. Una vez que Allahabad se convirtió en una parte funcional de los territorios de la Compañía de las Indias Orientales, su fuerte se estableció como el gran depósito de provisiones militares.